# 長野県道4号真田東部線
長野県道4号真田東部線（ながのけんどう4ごう さなだとうぶせん）は、長野県上田市真田横沢から東御市滋野に至る県道（主要地方道）である。総延長約16.7キロ (km)。

## 概要
長野県企業局によって、国道18号東京方面から菅平高原方面へのアクセス向上を目的に、菅平有料道路として建設された。
当該道路は抜け道も多く、料金所直前から農道に入るなどして料金を徴収されないように通行する事が常識化し、周辺の幹線道路との接続も弱かったため、有料道路収入は赤字で、1989年（平成元年）に無料開放された。

### 路線データ
- 路線認定[1]
  - 起点：上田市真田町（当初は小県郡真田町[2]）
  - 終点：東御市（当初は小県郡東部町[2]）
  - 重要な経過地：なし
- 道路の区域[3]
  - 起点：長野県上田市真田町長字大流2322番の1地先（国道144号交点）
  - 終点：長野県東御市滋野乙字牧野2229番の1地先（国道18号交点）
  - 実延長距離：16.7090 km
  - 幅員：6.0 m
- 適用法律：道路整備特別措置法
- 建設事業費：16億7500万円
- 道路法第7条第1項該当号：6号[4]

## 歴史
- 1968年（昭和43年） - 長野県企業局により建設開始。
- 1968年（昭和43年）6月17日 - 長野県道横沢東部線の認定[5]。
- 1970年（昭和45年）8月22日 - 供用開始[6]。
- 1989年（平成元年）4月1日 - 無料開放。
- 1993年（平成5年）5月11日 - 建設省から、県道横沢東部線が真田東部線として主要地方道に指定される[7]。
- 1994年（平成6年）4月1日 - 横沢東部線を長野県道4号真田東部線へ変更[2]。

## 路線状況

### 有料時の通行料金
- 全線 普通車500円・二輪車350円・大型車750円・特大車1,800円・原付50円（1986年1月当時）[要出典]

## 地理

### 通過する自治体
- 上田市
- 東御市

### 交差する道路
- 国道144号（上田市真田町長・横沢交差点、起点）
- 長野県道35号長野真田線（上田市真田町本原）
- 長野県道483号大屋停車場田沢線（東御市和）
- 長野県道81号丸子東部インター線（東御市祢津）
- 長野県道79号小諸上田線 浅間サンライン（東御市鞍掛・鞍掛交差点）
- 国道18号（東御市滋野乙・菅平入口、終点）